# Long Season
Long Season (legendado ...we are not four seasons) é o sexto álbum de estúdio da banda Fishmans, lançado em 25 de outubro de 1996. É o primeiro lançado pela Polydor Records. O álbum é composto de apenas uma faixa com 35 minutos de duração; em relançamentos, a mesma foi dividida em cinco partes. O álbum estreou na 100ª posição na Oricon Charts.
O álbum inicialmente alcançou um sucesso modesto na cena alternativa japonesa, mas permaneceu relativamente obscuro internacionalmente até a década de 2010. Desde então, foi aclamado pela crítica e pelos círculos musicais on-line, sendo classificado pela Paste como o sétimo melhor álbum de todos os tempos em 2024. Notavelmente, o Fishmans apresentou todo o álbum Long Season como uma peça única durante seus últimos shows ao vivo em dezembro de 1998. Uma gravação de uma dessas apresentações foi posteriormente incluída no álbum 98.12.28 男達の別れ (98.12.28 Otokotachi no Wakare), consolidando ainda mais o legado do álbum.

## Antecedentes
O conceito de Long Season originou-se de discussões entre os membros do Fishmans, que buscavam criar um álbum de uma única música, divergindo de seu formato anterior de faixa por faixa. Em várias sessões de gravação em julho de 1996, a banda desenvolveu a composição singular do álbum, Long Season, expandindo seu trabalho anterior, "Season", que seria lançado como single em setembro de 1996.
Colaborando com o coprodutor ZAK em seu estúdio, Waikiki Beach, os Fishmans refinaram meticulosamente suas ideias, com ZAK ocasionalmente sentindo cansaço visual devido ao tempo prolongado na tela, o que foi humoristicamente chamado de "derramamento de sangue de seus olhos".
A Fishmans colaborou com vários músicos convidados para a gravação de Long Season. Em especial, seu colaborador frequente Honzi contribuiu com teclados e violino para o álbum. A cantora de J-pop MariMari, que manteve uma associação contínua com o Fishmans nos anos seguintes, também emprestou seu talento ao projeto. Long Season marcou a estreia de Michio "Darts" Sekiguchi como guitarrista convidado, função que desempenhou até o último show da banda. A cantora UA enriqueceu o álbum com seus vocais, acrescentando profundidade à paisagem musical. Além disso, Asa-Chang contribuiu com uma extensa passagem improvisada de tabla, acompanhada por vários elementos percussivos, aprimorando ainda mais a textura sônica do álbum.

## Recepção e legado
| Críticas profissionais | Críticas profissionais |
| Avaliações da crítica  | Avaliações da crítica  |
| Fonte                  | Avaliação              |
| ---------------------- | ---------------------- |
| AllMusic               | [ 5 ]                  |
| Pitchfork              | 9.3/10                 |

Em geral, o álbum recebeu elogios retrospectivos. Paul Simpson, da AllMusic, descreveu a composição como "verdadeiramente única e encantadora" e que "não há realmente nada mais na Terra que se compare a essa peça musical"; ele também elogiou a performance de todo o álbum em seu último álbum ao vivo 98.12.28 Otokotachi no Wakare. James Hadfield, do The Japan Times, nomeou o álbum como parte dos "marcos indiscutíveis do cânone do rock japonês".

## Lista de faixas
Todas as músicas compostas por Shinji Sato.
| N.º | Título        | Duração |  |
| 1.  | "Long Season" | 35:16   |  |

| Lista de faixas alternativa |                      |         |  |
| N.º                         | Título               | Duração |  |
| 1.                          | "Long Season, Pt. 1" | 8:43    |  |
| 2.                          | "Long Season, Pt. 2" | 5:24    |  |
| 3.                          | "Long Season, Pt. 3" | 6:33    |  |
| 4.                          | "Long Season, Pt. 4" | 4:47    |  |
| 5.                          | "Long Season, Pt. 5" | 9:49    |  |

## Membros

### Fishmans
- Shinji Sato - vocal, guitarra
- Yuzuru Kashiwabara - baixo
- Kin-ichi Motegi - bateria

### Músicos adicionais
- Honzi - teclado, violino, acordeão, órgão, coro
- Michio "Darts" Sekiguchi - guitarra, coro
- Asa-Chang - percussão
- Taito Sato - guitarra
- UA - coro
- MariMari - coro
- Masaki Morimoto - assobio
- Butchy - coro
- Naoko Ohmiya - coro
- Yoshiko Ohmiya - coro
- ZAK - programação

## Paradas
| Parada (2016)      | Pico |
| ------------------ | ---- |
| Japan Oricon Chart | 100  |